# يايكو نوغامي
يايكو نوغامي (Yaeko Nogami ، 野上 弥生子 ، 6 ماي 1885 - 30 مارس 1985) كان الإسم القلمي للروائية اليابانية «كوتاغاوا ياي»، عاشت «ياي» في فترة شووا.

## وصلات خارجية
- يايكو نوغامي على موقع IMDb (الإنجليزية)
- يايكو نوغامي على موقع قاعدة بيانات الفيلم (الإنجليزية)

موقع المتحف التذكاري الموقع (اليابانية)